# Neidhardt von Thüngen

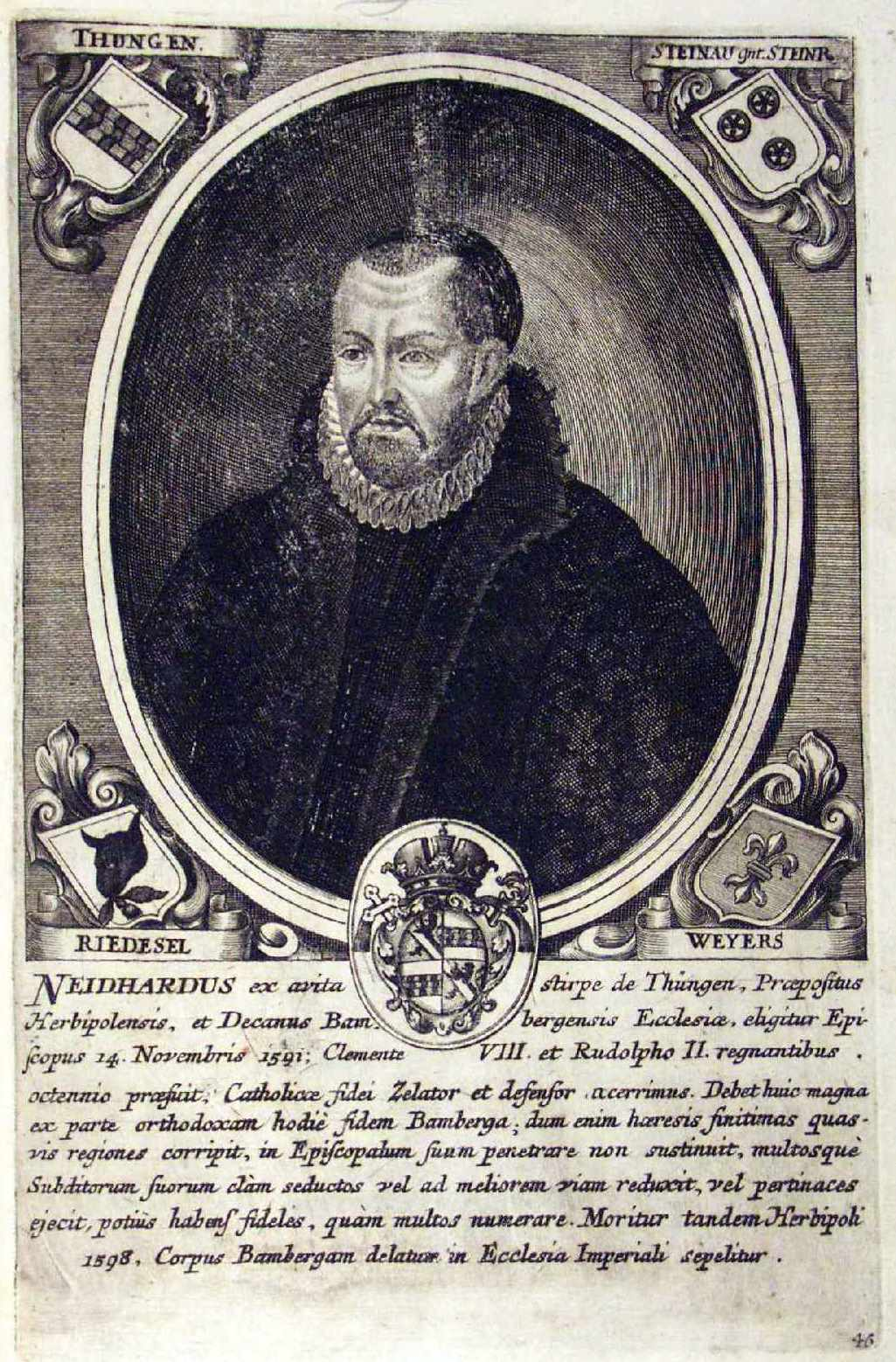
Neidhard von Thüngen, Kupferstich von Johann Salver

Wappen der Familie von Thüngen. Als Bischof führte es Neidhardt von Thüngen als Element in einem gemehrten Wappen weiter.

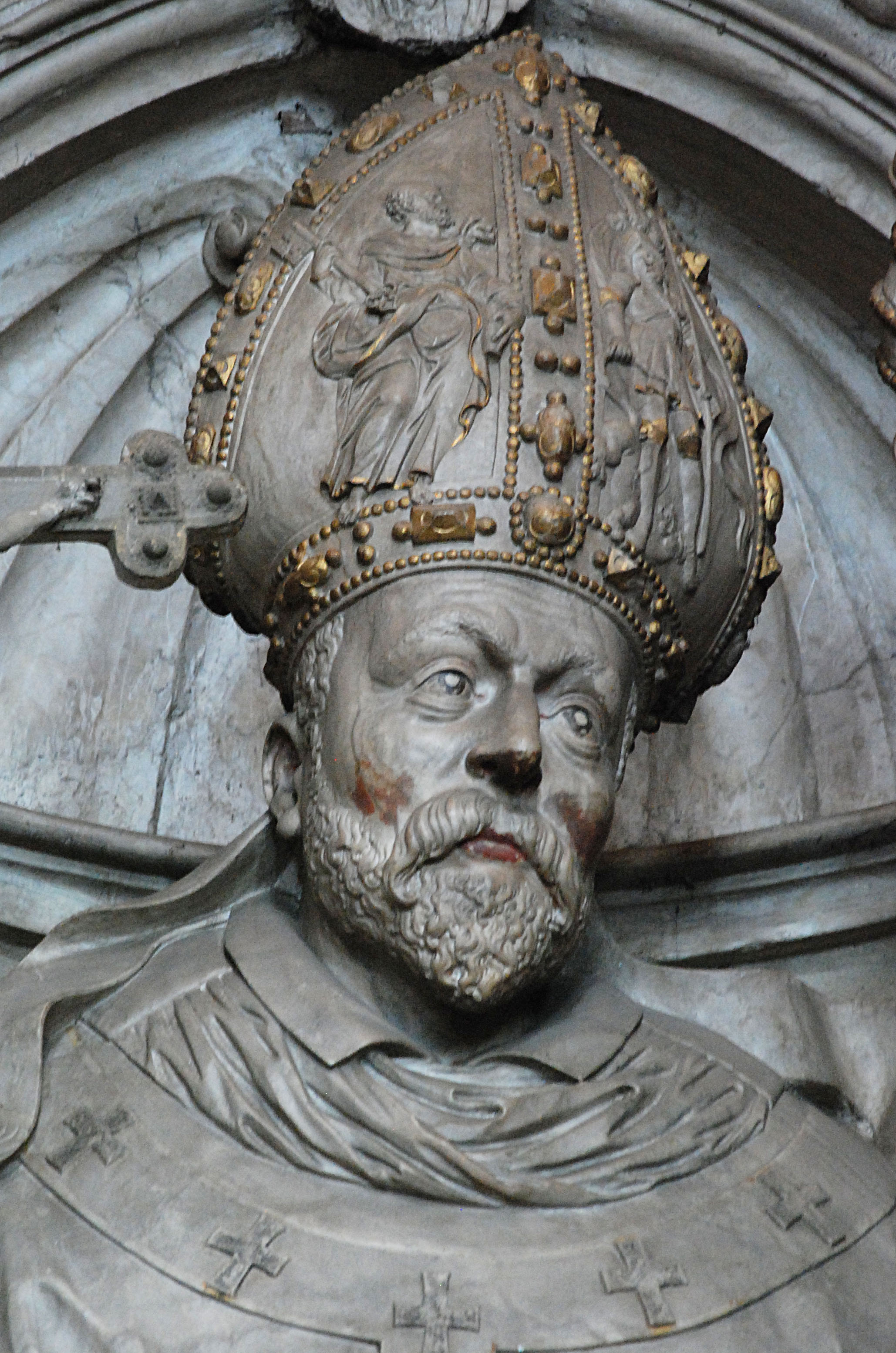
Neidhart von Thüngen, Kloster Michaelsberg, Bamberg

Neidhardt von Thüngen, auch Neithard, Neidhart oder latinisiert Neidhardus (* 1. Mai 1545 wohl Wüstensachsen (Rhön); † 26. Dezember 1598 in Würzburg), war von 1591 bis zu seinem Tode 1598 Fürstbischof des Hochstiftes Bamberg.

## Neidhardt im Familienkontext
Neidhardt von Thüngen (zu Zeitlofs) stammte aus der fränkischen reichsfreien Adelsfamilie der von Thüngen. Der namensgebende Ort Thüngen ist heute ein Markt im unterfränkischen Landkreis Main-Spessart. Seine Eltern waren Karl von Thüngen zu Wüstensachsen und Greifenstein bei Bonnland († vor 2. Juli 1576), würzburgischer Amtmann im Amt Homburg an der Werren und im Amt Fladungen und Elisabeth, geborene von Steinau genannt Steinrück.
Neidhardt von Thüngen saß auf der von dem Geschlecht erbauten Burg Kilianstein.

## Biografische Daten
Neidhardt erhielt seine Ausbildung an der Domschule Würzburg. Am 20. Februar 1553 empfing er dort die Tonsur und wurde am 21. Februar 1553 Domzellar auf Nomination (Ernennung eines bischöflichen Beamten) des Dompropstes Daniel Stiebar von Buttenheim.
Am 11. April 1561 wurde er an der Universität Köln, am 13. Juni 1562 an der Universität Freiburg und am 17. April 1564 an der Universität Löwen immatrikuliert. In Freiburg und in Löwen hielt er sich gemeinsam mit dem Würzburger und Speyerer Kanoniker Georg Wilhelm Kasimir Schutzbar genannt Milchling auf. Wahrscheinlich studiert er ab dem August 1567 mit seinem späteren Weihbischof Johannes Ertlin in Ingolstadt. Nach weiteren Angaben soll er auch noch in Bordeaux und Rouen in Frankreich sowie in Padua und Bologna in Italien studiert haben.
Neithard wurde 1569 Domkapitular und am 11. September 1571 Domscholaster in Würzburg. Als Würzburger Delegierter nahm er am Reichstage zu Speyer 1570 teil. In Würzburg wurde Neithard von Thüngen zu einem vertrauten Mitarbeiter Bischof Julius Echter von Mespelbrunn. Im Auftrag Julius Echters von Mespelbrunn reist er 1574 nach Rom, um dessen Bestätigung als Bischof von Würzburg einzuholen. Er unterzeichnete als Domdechant den Stiftungsbrief für das JuliusspitaI. Am 1. April 1574 wurde er zum Propst von Stift Neumünster in Würzburg und am 12. September 1591 zum Propst des Ritterstiftes St. Burkard in Würzburg gewählt. Am 29. März 1578 erhält er die Diakonatsweihe. 
1583 wurde er zum Dompropst in Würzburg gewählt. Die Würzburger Dompropstei bildet eine der reichsten Pfründen der Reichskirche, was die Begehrlichkeit reichsfürstlicher Familien weckte. Bei der Wahl Neithards überging das Domkapitel die Ansprüche des nachmaligen Erzbischofs von Köln, Herzog Ernst von Bayern. Erst nach der Resignation (freiwilliger Amtsverzicht) des Wittelsbachers auf die Würzburger Dompropstei in die Hände des Papstes bestätigte Sixtus V am 5. September 1586 Neithard in diesem Amt und ernannte Herzog Ferdinand von Bayern zu seinem Koadjutor. Im Werdenfelser Vertrag vom 5. März 1588 trat Kurfürst Ernst von Köln seine Rechte an Neithard ab, sichert aber seinem Neffen Herzog Ferdinand die Koadjutorie nach seiner Aufnahme in das Kapitel, dem Neithard ein Jahresgehalt entrichten musste.
In seinen späteren Reformbestrebungen war er auf einer Linie mit dem Würzburger Bischof. Er war Rector Magnificus der Universität Würzburg. In der Zeit von Papst Clemens XIII. und Kaiser Rudolf II. wurde er 1591 zum Bamberger Bischof gewählt. Er war eine treibende Kraft der Gegenreformation, deren Bemühungen unter seinem Nachfolger Johann Philipp von Gebsattel allerdings zusammenbrechen. Unter seiner Regentschaft begannen 1595 in Bamberg die Hexenprozesse.

## Grabdenkmal im Kloster Michaelsberg
Sein Grabdenkmal befindet sich seit der Stilrestaurierung des Domes von Bamberg im linken Seitenschiff der Michaelskirche.